# كلية الاقتصاد والعلوم السياسية (جامعة القاهرة)
كلية الاقتصاد والعلوم السياسية جامعة القاهرة بجامعة القاهرة هي إحدى أهم الكليات بمصر. وتخرج منها العديد من الساسة المصريين. مدة الدراسة في الكلية 4 سنوات، يحصل بعدها الطالب على درجة البكالوريوس في إحدى تخصصات الكلية. وتتميز باحتوائها علي نماذج محاكاة لأهم الكيانات والمؤسسات الدولية والإقليمية والمحلية، مثل البورصة المصرية والاتحاد الأوروبي والأمم المتحدة وجامعة الدول العربية ومجلس الشعب واليونسكو. ويشترك بها الطلاب كأحد أهم الأنشطة التي يتدربون من خلالها على ممارسة مهام عملهم فيما بعد.

## تاريخ
- أنشئت كلية الاقتصاد والعلوم السياسية بموجب قرار رئيس الجمهورية العربية المتحدة رقم 91 لسنة 1959، على غرار مدرسة لندن للاقتصاد والعلوم السياسية London School of Economics and Political Science (L. S. E)، والتي تعتبر المرجعية الأكاديمية للكلية. وتحدد هدف الكلية في تزويد مصر والبلاد العربية بالمتخصصين على مستوى عالٍ في مجالات الاقتصاد والإحصاء والعلوم السياسية؛ ليساهموا في عمليات التحديث الاقتصادي والسياسي والاجتماعي. ونصت لائحتها الأولى على أقسام الكلية العلمية الثلاثة: الاقتصاد، والإحصاء، والعلوم السياسية. ويمنح الطالب درجة البكالوريوس في أحد هذه التخصصـات الثلاثة بعد اجتيازه أربع سنوات دراسية. وقد بدأت الدراسة بالفرقتين الأولى والثانية بالكلية في العام الجامعي 1960 /1961، حيث جاء طلاب الفرقة الأولى من بين الحاصلين على الثانوية العامة عام 1960 عن طريق مكتب تنسيق القبول بالجامعات، بينما تشكلت الفرقة الثانية من بين طلاب كليتي التجارة والحقوق الذين اجتازوا السنة الأولى فيها بتقدير عام جيد على الأقل، ورغبوا في الالتحاق بكلية الاقتصاد والعلوم السياسية. وقد تخرجت أول دفعة في الكلية عام 1963.[2]
- بدأت الدراسات العليا المؤهلة لدرجتي الماجستير والدكتوراه في الاقتصاد والإحصاء والعلوم السياسية في العام الجامعي 1965/1966. أما الدراسات العليا المؤهلة للدبلومات، فقد بدأت في العام الجامعي 1973/1974.
- وفي 25/8/1990، صدرت لائحة داخلية جديدة للكلية بالقرار الوزاري رقم 950 لسنة 1990، استحدثت برنامجين أكاديميين جديدين، هما: قسم الإدارة العامة، وقسم تطبيقات الحاسب الآلي في العلوم الاجتماعية. وقد بدأت الدراسات العليا بقسم الإدارة العامة في العام الجامعي1990/1991. ولا تمنح الكلية درجة البكالوريوس في أي من التخصصين المشار إليهما.
- وصدرت اللائحة الرابعة للكلية بالقرار الوزاري رقم 363 بتاريخ 14/4/1994، ولم تختلف عن سابقتها إلا فيما يتعلق ببيان مقررات التخصص الفرعي في مجال تطبيقات الحاسب الآلي في العلوم الاجتماعية، ثم صدر القرار الوزاري رقم 955 بتاريخ 3/8/1998 بإدخال بعض التعديلات على لائحة الدراسات العليا، وأهمها فتح المجال للقيد ببرنامج الماجستير في تخصصات: الهندسة، والعلوم الزراعية، والطب، والإعلام، والآداب، والحقوق، والتجارة، للحاصلين على درجة البكالوريوس أو الليسانس بتقدير جيد جداً على الأقل. وكذلك استحداث عدد كبير من الدبلومات المهنية، تكون مدة الدراسة فيها سنة واحدة.
- ويحكم الكلية حالياً على مستوى مرحلة البكالوريوس اللائحة الداخلية الخامسة الصادرة بالقرار الوزاري رقم (1461) بتاريخ 13/8/2002، ومن أهم ملامحها الأخذ بنظام الساعات المعتمدة، واستحداث مقررات جديدة، وزيادة عدد المقررات الاختيارية، وذلك لمواكبة ما حدث في جامعات العالم المتقدم من تطورات هائلة في المجالات المعرفية ذات العلاقة بتخصصات الكلية.
- وفي مارس 2004، صدرت اللائحة الجديدة المنظمة لمرحلة الدراسات العليا وفقا لنظام الساعات المعتمدة. وتم تعديل اللائحة في 2007 جزئياً لبعض البنود في برنامج قسم الإحصاء.
- وفي إطار سعي الكلية إلى دعم قدرات طلابها وخريجيها وفتح مجالات عمل جديدة لهم، فقد تم استحداث شعبتين للدراسة باللغات الأجنبية إحداهما باللغة الفرنسية والأخرى باللغة الإنجليزية، وقد بدأ التحاق الطلاب بالشعبة الفرنسية في العام الجامعي 1994/1995 على مستوى تخصصي الاقتصاد والعلوم السياسية، بينما بدأ التحاقهم بالشعبة الإنجليزية 1996/1997 على مستوى تخصصات الاقتصاد والإحصاء والعلوم السياسية.
- وبالنسبة لأعداد الطلاب والخريجين منذ إنشاء الكلية حتى عام 2009/2010، فنجد أن عدد الطلاب الملتحقين بالفرقة الأولى في عام 1960/1961 بلغ 248 طالب، وقفز هذا الرقم إلى 1120 في عام 2009/2010، بما يمثل حوالي ثلاثة أمثال عددهم في عام 1960. وفي السياق ذاته، لم يزد إجمالي عدد طلاب الكلية في عام 1961 (طلاب الفرقتين الأولى والثانية، وهما الفرقتان اللتان بدات بهما الكلية) عن 315 (248 بالفرقة الأولى، 67 بالفرقة الثانية في جميع التخصصات الثلاثة). في حين قفز هذا الرقم في عام 2009/2010 إلى 2894 طالب موزعين على الأقسام المختلفة في الفرق المختلفة. أما عدد الخريجين فقد بلغ في عام 1964/1965 101 طالب وطالبة، ووصل إلى 706 في عام 2008/ 2009، أي أكثر سبعة أضعاف ما كان عليه في عام تخريج أول دفعة بالكلية.
- أما عدد أعضاء هيئة التدريس، فقد كان 18 عضواً فقط في عام 1965، وصل إلى 213 في عام 2009/2010، بما يعني أنه زاد بأكثر من أحد عشر مثلاً عما كان عليه. ومن ثم، فلا غرو أن تتحسن نسبة أعضاء هيئة التدريس إلى الطلاب من 57:1 في عام 1965، لتصبح 13:1 في عام 2009/2010. وهي بذلك تكون مماثلة للمعدل العالمي النموذجي في هذا الخصوص.
- في عام 1984 تم إنشاء أول مركز بحثي بالكلية هو مركز البحوث والدراسات الاقتصادية والمالية، ثم أضافت الكلية مركزاً ثانياً في عام 1985 هو مركز البحوث والدراسات السياسية. وجاء إنشاء مركز نظم المعلومات والحاسبات في عام 1986 ليصبح ثالث أقدم مركز بحثي بالكلية. ثم بعد ثمان سنوات توالى إنشاء المراكز البحثية بالكلية، ففي سبتمبر 1994 تم إنشاء مركز الدراسات الآسيوية، وفي مارس 1995 تم إنشاء مركزان هما مركز دراسات وبحوث الدول النامية ومركز دراسات واستشارات الإدارة العامة، وفي مايو 2002 صار يتبع الكلية تسعة مراكز بحثية وذلك بإنشاء مركز الدراسات الأوروبية، ومركز الدراسات الأمريكية، ومركز المسوح والتطبيقات الإحصائية. أخيراً، في عام 2009 تم إنشاء مركز الدراسات الحضارية وحوار الثقافات. وبجانب هذه المراكز البحثية قامت الكلية بإنشاء ستة من البرامج البحثية المتخصصة، وهي: برنامج الدراسات المصرية الأفريقية، وبرنامج الدراسات البرلمانية، ومنتدى القانون الدولي، وبرنامج دراسات وبحوث الإرهاب، وبرنامج الدراسات الماليزية، وبرنامج الديمقراطية وحقوق الإنسان.

## الأقسام العلمية بالكلية
تتكون كلية الاقتصاد والعلوم السياسية من 5 أقسام علمية رئيسية: العلوم السياسية، الاقتصاد، الإحصاء، الإدارة العامة، والحاسب الآلي.
في مرحلة البكالوريوس، يدرس الطلاب منهجاً موحداً في السنة الأولى، ثم يختارون التخصص الرئيسي سواء العلوم السياسية، الاقتصاد، أو الإحصاء. وفي السنة الثالثة، يختار الطلاب تخصصهم الفرعي من بين التخصصات الخمس السابق ذكرها (الاقتصاد، العلوم السياسية، الإحصاء، الحاسب الآلي، أو الإدارة العامة.
و يعتبر قسم الاقتصاد هو الأكبر من حيث عدد الطلاب، يليه قسم العلوم السياسية ثم قسم الإحصاء.

## شٌعب الكلية
بالإضافة إلى الأقسام السابقة، توجد بالكلية ثلاث شعب دراسية: الشعبة العربية، الشعبة الإنجليزية، والشعبة الفرنسية. تعتمد هذه الشعب على لغة الدراسة وكذلك على عدد الطلاب المسجلين فيها. فعدد الطلاب في الشعبة العربية هو الأكبر (حوالي 500 طالب)، بينما يقل في الشعبة الإنجليزية (حوالي 300)، ويصل في الشعبة الفرنسية إلى حوالي 50 طالب في كل فرقة دراسية. إلا أن الدراسة في الشعبتين الإنجليزية والفرنسية لا تتم بهذه اللغات بشكل كلي، وإنما هناك نسبة من المواد الدراسية يتم دراستها باللغة العربية.
و تقدم الشعبة الفرنسية لطلابها إمكانية الحصول على درجة بكالوريوس مزدوجة في الاقتصاد من جامعة القاهرة وجامعة باريس 1 ـ بانتيون سوربون بفرنسا

## من خريجي الكلية
عدد من السفراء وبطرس بطرس غالى وميرفت التلاوي الأمين العام المساعد للامم المتحدة* أحمد السيد النجار
أ إيمان سالم
د مصطفى الفقي
د حسن نافعة
أ.د محيي الدين الغريب - وزير المالية الأسبق
أ.د علي الدين هلال - وزير الشباب الأسبق
أ.د صفي الدين خربوش - رئيس المجلس القومي للشباب
أ.د محمود محمد صفوت محيي الدين - وزير الاستثمار.
- مديرا عاما للبنك الدولي
أ.د محمد زكي شافعي - وزير الاقتصاد والتعاون الاقتصادى
- أمين مساعد جامعة الدول العربية للشؤون الاقتصادية
أ.د مصطفى كامل السعيد - وزير الاقتصاد المصري الأسبق
ا.د.خالد محمد محمد.أستاذ الاقتصاد والعلوم السياسية
أ.د سعيد النجار - المدير التنفيذي للبنك الدولي
أ.د أحمد أبو إسماعيل - وزير المالية الأسبق
أ.د رفعت المحجوب - رئيس مجلس الشعب السابق
محمد فتح الله الخطيب - وزير الشئوون الاجتماعية
أ.د ماجد عثمان - رئيس مركز المعلومات ودعم اتخاذ القرار التابع لمجلس الوزراء الأسبق ووزير الاتصالات وتكنولوجيا المعلومات الأسبق والرئيس التنفيذي لمركز بصيرة.
د.دينا الخواجة - مديرة مكتب شمال أفريقيا والشرق الأوسط بمؤسسة فورد.ود . أحمد يوسف أحمد ، مدير معهد البحوث و العربية و الحائز على جائزة الدولة التقديرية فى العلوم الإجتماعية ، و د. أسامة الغزالى حرب ، عضو مجلس الشورى المصرى بين 1995 و 2010 ومؤسس حزب الجبهة الديموقراطية مع د. يحيى الجمل (2007) و الكاتب بصحيفة الأهرام . و د. عثمان ممد عثمان وزير التخطيط ، وعبد القادر شهيب رئيس مجلس إدارة دار الهلال .

## عمداء الكلية
- الأستاذ الدكتور محمد زكي شافعي (11/6/1961 -16/6/1968)
- الأستاذ الدكتور محمد فتح الله الخطيب (1968/08/10 - 12/5/1971)
- الأستاذ الدكتور رفعت المحجوب (1971/10/06 - 21/6/1973)
- الأستاذ الدكتور أحمد أحمد أبو إسماعيل(9/9/1973- 25/3/1975)
- الأستاذ الدكتور محمود خيري عيسى (28/3/1975 - 1980/08/06)
- الأستاذ الدكتور عبد الملك عودة (21/6/1980 - 30/9/1981)
- الأستاذ الدكتور رفعت المحجوب (25/10/1981 -27/5/1984)
- الأستاذ الدكتور محمد فتح الله الخطيب (28/5/1984 -6/3/1985)
- الأستاذ الدكتور أحمد الغندور (1985/7/3 - 1994/9/3)
- الأستاذ الدكتور علي الدين هلال (1994/10/03 - 1999/11/10)
- الأستاذ الدكتور كمال المنوفي (1999/2/11 - 2005/1/11)
- الأستاذ الدكتور منى البرادعي (2005/2/11 - 31/7/2008)
- الأستاذ الدكتور علياء محمد المهدي (2008/01/08 - 8/2011)
- الأستاذ الدكتور هالة حلمي السعيد (9/2011 - 2/2017) (تخلت عن منصب عميد الكلية من أجل تولي منصب وزيرة التخطيط والمتابعة والإصلاح الإداري)
- الأستاذ الدكتور محمود السعيد (2018/1/04 - الآن): أصدر الرئيس عبد الفتاح السيسي، قرارًا جمهوريًا بتعيين الدكتور محمود السعيد محمود عبد الرحمن عميدًا لكلية الاقتصاد والعلوم السياسية بجامعة القاهرة[6] وجدد السيد الرئيس عبد الفتاح السيسي ثقته في الدكتور محمود السعيد في 5 نوفمبر 2021م.[7]

## الحاصلون على الدكتوراه الفخرية
- فاليري جيسكار ديستان

الدكتوراه الفخرية في الاقتصاد في 10/12/1975
الرئيس العشرون لجمهورية فرنسا 1974- 1981
- هرمان ايلتس

الدكتوراه الفخرية في العلوم السياسية في 2/1/1980
السفير الأمريكي السابق بالقاهرة 1973- 1979
- فرنسيس بلانشارد

الدكتوراه الفخرية في العلوم السياسية في 11/2/1980
ثاني مدير عام لمنظمة العمل الدولية 1973- 1989
- كنيث دافيد كاوندا

الدكتوراه الفخرية في العلوم السياسية في 11/2/1985
أول رئيس لجمهورية زامبيا 1964- 1991
- ساندرو بيرتينى

الدكتوراه الفخرية في العلوم السياسية في 17/2/1985
الرئيس السابق لجمهورية إيطاليا 1978- 1985
- عبده ضيوف

الدكتوراه الفخرية في العلوم السياسية في 4/3/1985
الرئيس الثاني للسنغال 1981- 2000
- جيسى جاكسون

الدكتوراه الفخرية في العلوم السياسية في 8/7/1989
قائد سياسي وناشط في مجال الدفاع عن الحقوق المدنية
- نيلسون مانديلا

الدكتوراه الفخرية في العلوم السياسية في 20/5/1990
أول رئيس أسود لجنوب إفريقيا من مايو 1994- إلى يونيو 1999، وحائز على جائزة نوبل للسلام عام 1993

## وصلات خارجية
- الموقع الرسمي